# Leucosticte tephrocotis
Leucosticte tephrocotis là một loài chim trong họ Fringillidae.